# Tökéletes fegyver (film, 2016)
A Tökéletes fegyver (eredeti cím: The Perfect Weapon) 2016-os amerikai akcióthriller, melyet Titus Paar rendezett, Steven Seagal főszereplésével.
Az Amerikai Egyesült Államokban 2016. szeptember 9-én mutatták be. Magyarországon 2017-ben jelent meg DVD-n magyar szinkronnal.

## Cselekmény
2029-ben egy háború után az egész világ totalitárius állammá vált, melyet az Igazgató (Steven Seagal) irányít. Egy Condor nevű bérgyilkos (Johnny Messner) teljesíti legújabb küldetését, melynek során ki kell iktatnia az Igazgatóval szembenálló Politikust.
A felesége, Nina (Sasha Jackson) halála óta a gyilkos viaskodik az érzelmeivel és kiszámíthatatlanná válik. A Vezér (Richard Tyson) úgy véli, Condort újra kell programoznia, hogy ismét hatékony gyilkológép legyen. Az agymosás előtt Condor elmenekül és rátalál az életben lévő, egészséges feleségére. Hogy életben maradhassanak, együttes erővel kezdenek el harcolni az Igazgató szigorú szabályai ellen.

## Szereplők
| Szereplő  | Színész          | Magyar hang  |
| --------- | ---------------- | ------------ |
| Igazgató  | Steven Seagal    | Rosta Sándor |
| Vallató   | Vernon Wells     | Albert Péter |
| Nina      | Sasha Jackson    | Mezei Kitty  |
| Condor    | Johnny Messner   | Maday Gábor  |
| Politikus | Lance E. Nichols | Orosz István |
| Vezér     | Richard Tyson    | Koncz István |

## A film készítése
A filmet elsőként a Firebrand jelenítette meg, a Fyzz Facility és a Boundless Pictures finanszírozásában. A forgatást 2015 novemberében fejezték be.
A rendező elárulta, hogy nagyon szerette a totalitárius állam és a bérgyilkosok sci-fi világát, de nem tetszett neki a forgatókönyv. Beleegyezett a film megrendezésébe, amennyiben átírhatja a forgatókönyvet – állítása szerint minden jelenetet átdolgozott. Hozzáadott egy, a régi Japánra emlékeztető megjelenést és a gyerekkorában kedvelt dolgoknak, az 1980-as és 1991-es évek akciófilmes korszakának szeretett volna emléket állítani – ugyanakkor komplex történetet is kreálni, érzelmes jelenetekkel és karakterfejlődéssel.
A szereplők, mint Vernon Wells és Richard Tyson is a '80-as és '90-es évek akciófilmjeit idézik fel. A rendező szerint a Szárnyas fejvadász gyakorolta a legnagyobb hatást a filmre.
Dolph Lundgren játszotta volna a film főszerepét, de végül Johnny Messner vette át a helyét.